# Hasenpfoten-Segge
Die Hasenpfoten-Segge (Carex leporina L.; Synonym: Carex ovalis Good.), auch Hasen-Segge, Hasenfuß-Segge oder Hasenriedgras genannt, ist eine Pflanzenart aus der Gattung Seggen (Carex) innerhalb der Familie der Sauergrasgewächse (Cyperaceae). Sie ist von Europa bis Westasien verbreitet.

## Beschreibung

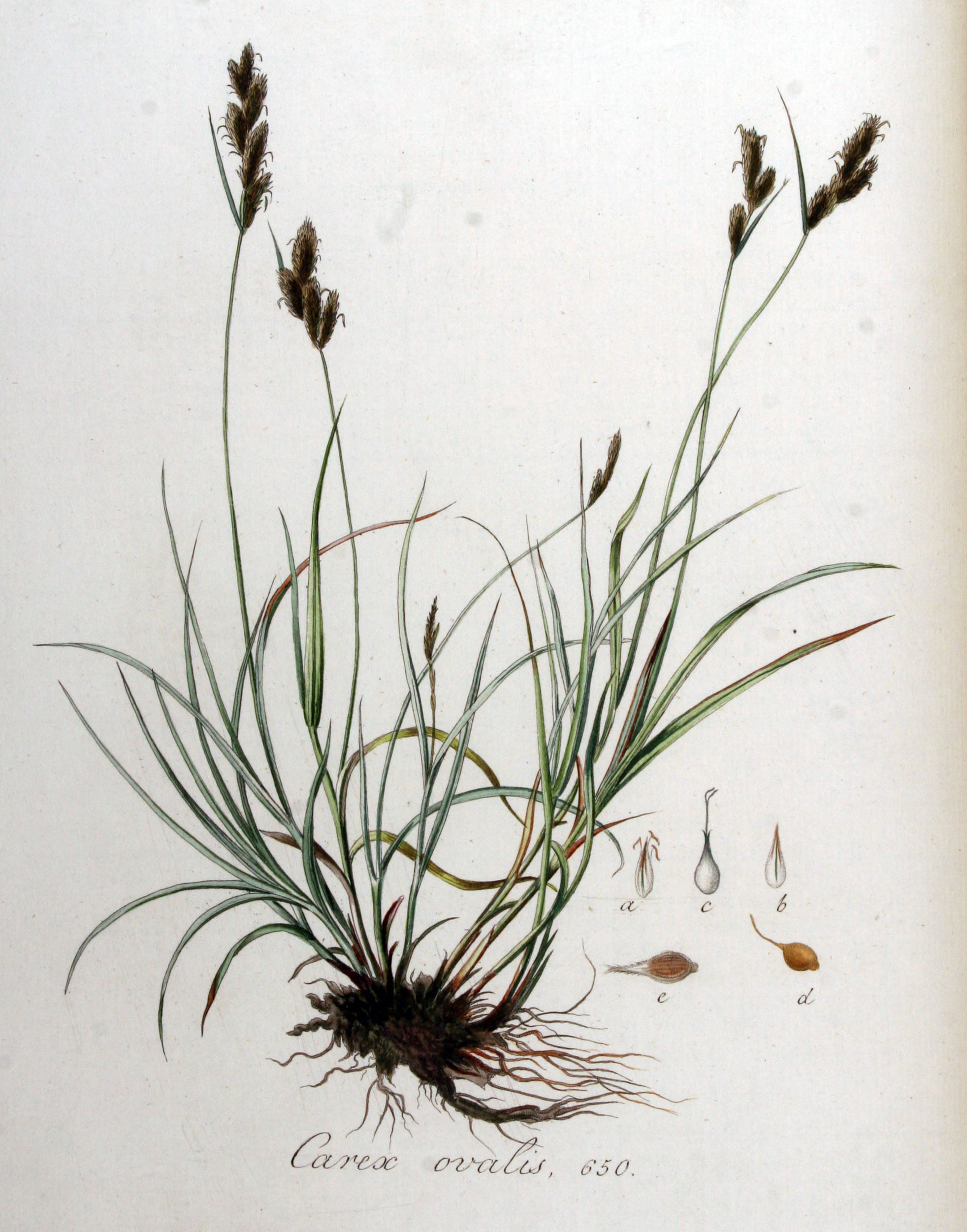
Illustration

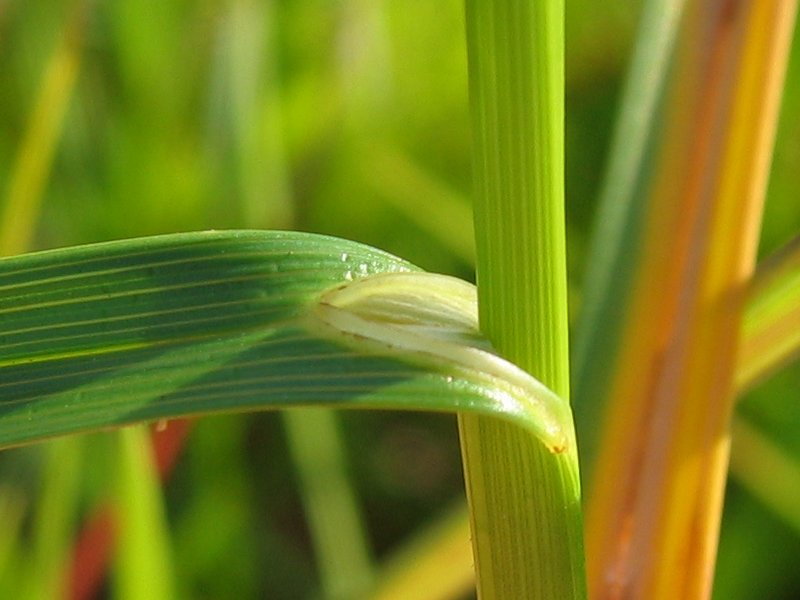
Blattscheide

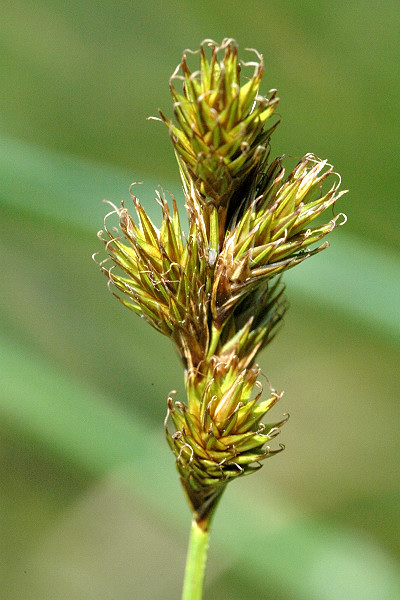
Blütenstand

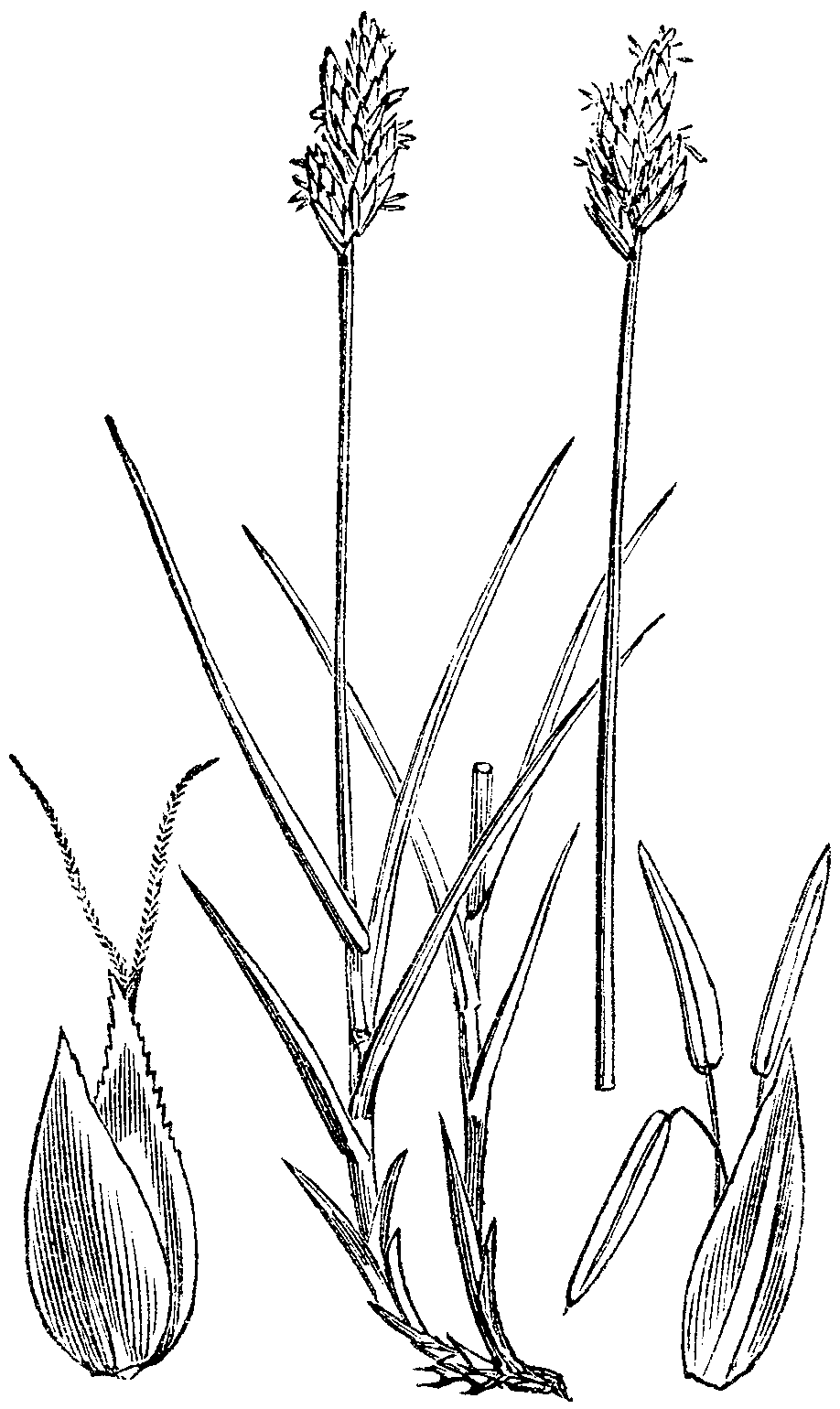
Illustration

### Vegetative Merkmale
Die Hasenpfoten-Segge ist eine sommergrüne, ausdauernde krautige Pflanze, die Wuchshöhen von meist 20 und 60 (5 bis 70) Zentimetern erreicht. Sie bildet kleine bis mittelgroße feste Horste, die nicht zerfallen. Ihre Stängel besitzen unten fühlbare Knoten, die meist 2 bis 3 Millimeter dick sind und gerundet dreikantig erscheinen. Neben blühenden Trieben gibt es auch vegetative Triebe mit mehreren, übereinander angeordneten Blattetagen. Die Stängel sind nur unten beblättert. Sie sind am Grund von hellbraunen, später faserig aufgelösten Blattscheiden umgeben.
Die Laubblätter sind stets kürzer als der Stängel, 2 bis 4 Millimeter breit, starr aufrecht, hell- bis gelb-grün und innen in der oberen Hälfte doppelt gefaltet; sie verlaufen meist in eine deutliche meist lange dreikantige Spitze. Die Blattscheiden sind mit deutlichen dunkelgrünen Nervenlinien versehen, sind jedoch meist bleich, selten braun.

### Generative Merkmale
Die Hasenpfoten-Segge ist eine Gleichährige Segge. Der bis zu 4 Zentimeter lange Blütenstand enthält gedrängt stehend vier bis sieben (bis neun) Ährchen. Die Hüllblätter des Blütenstands sind meist klein, spelzenartig; die des untersten Ährchens sind manchmal pfiemenförmig entwickelt. Die gelb-braunen bis braunen Ährchen sind bei einer Länge von 6 bis 10 Millimetern sowie einer Breite von 5 bis 7 Millimetern eiförmig. Am oberen Ende des Ährchens befinden sich die weiblichen, am Grund die männlichen Blüten. Die Spelzen sind bei einer Länge von 4 bis 5 Millimetern sowie einer Breite von 1,5 bis 2 Millimetern eiförmig bis lanzettlich, meist hellbraun mit grünem Kiel, selten ganz weiß und silberglänzend. Die aufrechten Schläuche sind bei einer Länge von 3 bis 5 Millimetern sowie einer Breite von 2 bis 2,5 Millimetern länglich-eiförmig, plankonvex, mit gewimperten Flügelrändern; sie sind nach oben ziemlich allmählich in den deutlichen, zweizähnigen, rauen Schnabel verschmälert; sie sind gelb-braun mit dunklerem Schnabel. Jeder Fruchtknoten trägt zwei Narben.
Die braune, glänzende Frucht ist bei einer Länge von etwa 2 Millimetern sowie einer Breite von etwa 1 Millimeter eiförmig und abgeflacht.
Die Chromosomenzahl beträgt 2n = 64, 66 oder 68.

## Ökologie und Phänologie
Bei der Hasenpfoten-Segge handelt es sich um einen Hemikryptophyten. Es erfolgt auch eine vegetative Vermehrung mit Hilfe ihres Rhizoms.
Die Blütezeit liegt im Juni und Juli. Die Bestäubung erfolgt durch den Wind (Anemophilie), jedoch nimmt man an, dass bei dieser Seggenart auch Insekten als Bestäuber fungieren könnten (Entomophilie). Ihre langlebigen Samen breiten sich beispielsweise selbst aus (Autochorie).

## Vorkommen
Die Hasenpfoten-Segge ist in den gemäßigten Gebieten Eurasiens verbreitet und kommt fast in ganz Europa vor. In Europa fehlt sie nur in Island, Nordmazedonien und im europäischen Teil der Türkei. Darüber hinaus kommt sie auf den Azoren, in Nordwestafrika, in der Türkei und im Kaukasusgebiet und vom westlichen Kanada bis zu den westlichen Vereinigten Staaten vor. In anderen Gebieten Nordamerikas wie auch in Tasmanien und Neuseeland ist sie ein Neophyt.
Die Hasenpfoten-Segge ist in ganz Deutschland relativ weit verbreitet, nur in den Trockengebieten und auf kalkreichen Böden ist sie selten. In den Allgäuer Alpen steigt sie in Bayern am Gipfel des Schnippenkopfs bis zu 1820 m Meereshöhe auf. Im Kanton Wallis erreicht sie sogar 2700 Meter.
Die kalkmeidende Hasenpfoten-Segge kommt auf feuchten bis teils staunassen und häufig bodensauren Wiesen, Weiden und Magerrasen vor. Sie ist Bestandteil von Kleinseggenrieden. Sie kommt auch an den Rändern von Gräben oder in Waldschlägen vor. Sie gedeiht aus stau-sickerfeuchten oder wechselfeuchten, mäßig nährstoffreichen, basenarmen, torfigen Böden.
Die ökologischen Zeigerwerte nach Landolt et al. 2010 sind in der Schweiz: Feuchtezahl F = 3+w+ (feucht aber stark wechselnd), Lichtzahl L = 3 (halbschattig), Reaktionszahl R = 2 (sauer), Temperaturzahl T = 3 (montan), Nährstoffzahl N = 2 (nährstoffarm), Kontinentalitätszahl K = 3 (subozeanisch bis subkontinental).

## Taxonomie
Die Erstveröffentlichung von Carex leporina erfolgte 1753 durch Carl von Linné in Species Plantarum, Tomus II, Seite 973. Häufig verwendet wird das Synonym von Carex leporina L. Carex ovalis Good. Die Erstveröffentlichung von Carex ovalis Gooden. erfolgte 1794 durch Samuel Goodenough in Transactions of the Linnean Society of London, Band 2, S. 148. Weitere Synonyme für Carex leporina L. sind: Carex mollis Gilib., Carex nuda Lam. nom. illeg., Carex argyroglochin Hornem., Carex brizoides Geners., Carex cousturieri Gand., Carex leporina var. alpina Gaudin, Carex leporina subsp. argyroglochin (Hornem.) P.Fourn., Carex leporina var. argyroglochin (Hornem.) W.D.J.Koch, Carex leporina var. argyrolepis Peterm., Carex leporina var. atrofusca Christ, Carex leporina var. capitata Sond., Carex leporina var. conferta Arbost ex Merino, Carex leporina var. laucheana Bornm., Carex leporina var. malvernensis (S.Gibson) Lousley, Carex leporina var. nemoralis Trevir., Carex leporina subsp. ovalis (Gooden.) Maire, Carex leporina var. ovata Hartm., Carex leporina var. pallescens Godr., Carex leporina var. radicans Zabel ex Asch. & Graebn., Carex leporina subsp. sicula (Tineo) Nyman, Carex leporina var. subfestiva Lange, Carex leporina var. virescens Andersson, Carex malvernensis S.Gibson, Carex ovalis var. argyroglochin (Hornem.) De Langhe & Lambinon, Carex ovalis var. subfestiva (Lange) O.Bolòs & Vigo, Carex sicula Tineo, Carex tracyi Mack.,